# Bambu-preto
O bambu-preto (Phyllostachys nigra) é uma planta subarbustiva da família das gramíneas, nativa da China e do Japão. Fornece excelente matéria-prima para bengalas e cabos de guarda-chuva.
- «Phyllostachys nigra» (em inglês). ITIS (www.itis.gov)